# Finningen
Finningen är en sjö i Krokoms kommun och Åre kommun i Jämtland och ingår i Indalsälvens huvudavrinningsområde. Sjön har en area på 1,03 kvadratkilometer och ligger 407,1 meter över havet. Sjön avvattnas av vattendraget Gråvalsån.

## Delavrinningsområde
Finningen ingår i det delavrinningsområde (706536-137519) som SMHI kallar för Utloppet av Finningen. Medelhöjden är 491 meter över havet och ytan är 8,85 kvadratkilometer. Räknas de 5 avrinningsområdena uppströms in blir den ackumulerade arean 55,98 kvadratkilometer. Gråvalsån som avvattnar avrinningsområdet har biflödesordning 2, vilket innebär att vattnet flödar genom totalt 2 vattendrag innan det når havet efter 365 kilometer. Avrinningsområdet består mestadels av skog (76 procent). Avrinningsområdet har 1,03 kvadratkilometer vattenytor vilket ger det en sjöprocent på 11,6 procent.